# IC 4660
IC 4660 ist eine Spiralgalaxie vom Hubble-Typ Sb im Sternbild Kleiner Bär. Sie ist schätzungsweise 64 Millionen Lichtjahre von der Milchstraße entfernt.
Das Objekt wurde am 11. September 1895 vom walisischen Astronomen Isaac Roberts entdeckt.